# Дефео, Рональд
Рональд Джозеф Дефео-мл. (англ. Ronald Joseph DeFeo, Jr.; 26 сентября 1951 — 12 марта 2021) — американский массовый убийца, который 13 ноября 1974 года убил своего отца, мать, двух сестёр и двух братьев. Его преступление повлекло за собой возникновение легенды об «Ужасе Амитивилля», о которой повествует одноимённый роман, на основе которого, в свою очередь, было снято множество фильмов в жанре хоррор.
Во время следствия Дефео так и не смог толком объяснить свои мотивы, но суд признал его вменяемым и приговорил к шести срокам по 25 лет (150 лет в целом), из которых Дефео на момент смерти отбыл целиком только один.

## Предыстория
Отец Дефео, Рональд Джозеф Дефео-старший (или «Большой Ронни» (англ. Big Ronnie)), родился 16 ноября 1930 года в Бруклине у Рокко и Антуанетты Дефео. Семья имела итальянское происхождение и была связана с криминальными мафиями Нью-Йорка. Мать Дефео, Луиза Мэри Бриганте, родилась там же 3 ноября 1931 года у Майкла и Анджелы Бриганте, которые владели дилерским автоцентром «бьюиков». Она хотела стать моделью и, будучи очень красивой, водила знакомство с некоторыми звёздами, в числе которых был певец Мэл Торме. После небольшого романа «Большой Ронни» и Луиза поженились, но Дефео-старший не понравился родителям невесты, и они не общались с новобрачными вплоть до 26 сентября 1951 года, когда у пары родился первенец — Рональд Джозеф Дефео-младший. Только после этого Майкл Бриганте устроил зятя управляющим сервисной службой в свою фирму. В дальнейшем в семье родилось ещё четверо детей: две девочки, Дон Тереза (род. 29 июля 1956 года) и Эллисон Луиза (род. 4 сентября 1962 года), и два мальчика, Марк Грегори (род. 4 сентября 1962 года) и Джон Мэттью (род. 24 октября 1965 год). Вскоре после рождения Марка Луиза решила развестись с мужем по причинам, которые остались неизвестными. Чтобы не допустить этого, «Большому Ронни» пришлось проявить свой талант к поэзии, который помог ему написать для жены любовную песню «The Real Thing». В 1963 году известный джазовый певец Джо Уилльямс записал её для своего альбома «One Is a Lonesome Number».
Детство Рональда было тяжёлым. Отцу и матери на момент рождения не было и 21 года, а их брак поначалу протекал очень тяжело — Луиза часто подвергалась побоям со стороны мужа. Когда Рональд подрос, он тоже стал подвергаться побоям со стороны отца. Брат Луизы, Майкл Бриганте-младший, на судебном процессе по делу Дефео засвидетельствовал об инциденте, который произошёл, когда Рональду было два года:
Мы все сидели в подвале, смотрели телевизор, и мальчик что-то сделал, я не знаю что. Внезапно он, отец, встал и швырнул мальчика в стену. Мальчик ударился головой или частью плеча, или чем-то ещё.
Из-за постоянного стресса Рональд в детстве весил больше нормы, и поэтому школьные годы для него были очень тяжёлыми, так как он становился объектом насмешек сверстников, которые дразнили его «свиной отбивной». Похудеть он смог только в конце подростковых лет, когда начал принимать амфетамины. Отношение отца к нему было двойственным: с одной стороны, «Большой Ронни» учил его отбиваться в школе от хулиганов, с другой — дома Рональду приходилось отбиваться от самого отца. Когда он вступил в подростковый период и, тем самым, стал физически сильнее, то его ссоры часто заканчивались дракой, причём, провокация для них могла быть самая ничтожная. В конечном итоге у Рональда стали развиваться психологические вспышки ярости, которые привели к тому, что родители однажды отвели его к психиатру, но визит закончился ничем: Рональд в агрессивной форме отказался от чьей-либо помощи. Тогда Дефео, не найдя никакого другого решения проблемы, решили использовать отработанную веками стратегию по успокаиванию детей: они начали откупаться от сына и давать ему денег столько, сколько он хочет. Благодаря этому в 14 лет Рональд получил в подарок от отца скоростную моторную лодку за $14 000, на которой потом плавал по реке Амитивилля. В конечном итоге Рональд, если был не в настроении просить деньги, просто их брал. На момент трагедии за ним закрепилось прозвище «Butch» (с англ. — «силач, наглец»).
К моменту рождения Джона семья Дефео, при содействии Майкла Бриганте-старшего, переехала из их бруклинской квартиры на богатый Лонг-Айленд в Амитивилль, где они поселились на Оушен-Авеню в роскошном трёхэтажном доме «Хай-Хоупз» (High Hopes, Большие Надежды), построенном в стиле Голландской Колониальной Эпохи Возрождения. Поскольку дом стоял на берегу маленькой бухты залива Южный Остер-Бэй, то к нему прилагался маленький складской домик для лодок. Дом был построен где-то в 1924 или 1925 годах, когда Оушен-Авеню была сельхозугодьями, принадлежащими семье Айрланд, которая была одной из самых видных и влиятельных семей Амитивилля. 14 января 1924 Энни Айрланд продала часть территории в собственность Джону и Кэтрин Мойнэхэн, которые и построили там дом. После смерти Джона и Кэтрин в дом въехала с семьёй их дочь Эйлин Фицджеральд, которая жила там до 17 октября 1960 года, после чего продала дом Джону и Мэри Райли (родителям актрисы Кристин Белфорд). Райли прожили там 5 лет, после чего, вследствие брачного развода, 28 июня 1965 года продали дом Дефео.
До 17 лет Рональд посещал приходскую школу, которую затем бросил. Где-то в этот же период он, имея постоянный запас денег, подсел на наркотики (в числе которых были героин и ЛСД) и начал заниматься мелкими кражами, а его поведение стало всё более психопатическим и уже не ограничивалось семьёй и домом. Во время одной совместной поездки с друзьями на охоту он взял под прицел своего друга и, казалось, готов был выстрелить в него на полном серьёзе, хотя позже он пытался выдать это за обычную шутку. В 18 лет он устроился на работу в фирму его дедушки, но там, по его собственным словам, фактически, был «мальчиком на побегушках». Независимо от того, ходил ли Рональд на работу или нет, в конце каждой недели он получал денежное пособие от отца, отношения с которым становились всё хуже и хуже и доходили до откровенного насилия. Дошло до того, что один раз, когда между Рональдом-старшим и Луизой началась очередная драка, Рональд «успокоил» их тем, что направил на них ствол ружья 12-го калибра, которое не выстрелило из-за чисто случайной осечки.
За неделю до той роковой ночи отношения между отцом и сыном Дефео достигли предела. Это произошло после того, как Рональд, недовольный тем количеством денег, которыми спонсировали его родители, обманным путём дважды присвоил себе большие суммы денег фирмы, с которыми та отправила его в банк. По словам Рональда, его ограбили по дороге, однако давать показания и сотрудничать с полицией он в агрессивной форме отказался. Позже выяснилось, что «грабителем» оказался его друг, с которым Рональд затем разделил «награбленное». Неизвестно, узнал ли об этом Дефео-старший, но когда ему стало известно, что Рональд отказался идти на встречу с полицией, то впал в ярость и крикнул: «У тебя Дьявол стоит за спиной!» В ответ Рональд, не колеблясь, заявил: «Ты — толстый урод, я убью тебя!».

## Убийство

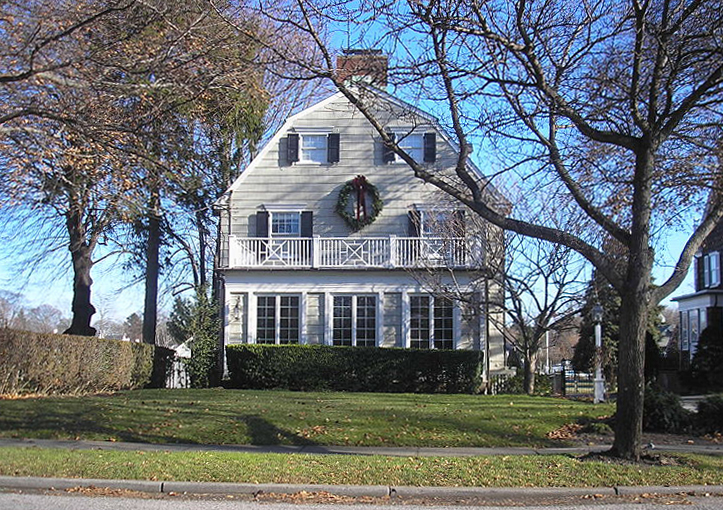
Дом «Хай-Хоупз» на Оушен-Авеню, 112, в 2005 году

В среду 13 ноября 1974 года в Амитивилле на Лонг-Айленде, на юге штата Нью-Йорк, примерно в 18:30 вечера, 23-летний Рональд Дефео-младший ворвался в «Генриз-Бар», который был расположен на углу Мэрик-Роад и Оушен-Авеню, и в истерике объявил всем собравшимся там: «Вы должны помочь мне! Кажется, мои мать и отец застрелены!» Дефео жил вместе с родителями, братьями и сёстрами в доме «Хай-Хоупз» по адресу Оушен-Авеню, 112. Он и небольшая группа человек — посетители бара Роберт Келски, Джоуи Йесвит, Эл Сакстон и Уильям Скордемейджлия, которые были хорошо знакомы с Рональдом, — отправились к нему домой и обнаружили, что родители Рональда действительно мертвы. Один из участников группы Джоуи Йесвит позвонил в полицию округа Саффолк, которая обыскала дом и обнаружила, что, помимо Луизы и Рональда-старшего, их четверо других детей также мертвы. Все шестеро были найдены застреленными в собственных кроватях.
Жертвами были автодилер Рональд Дефео-старший (43 года), его жена Луиза (42 года) и их четверо детей: Дон (18 лет), Эллисон (13 лет), Марк (13 лет) и Джон (9 лет). Все жертвы были застрелены из 35-калиберной винтовки Marlin 336C. Время смерти было предположительно 3 часа ночи. Было установлено, что в родителей Дефео было сделано по два выстрела, в то время как их дети были убиты с одного. В газетах первоначально возникли сообщения, что Луиза Дефео в момент убийства не спала, но полиция Саффолка всё это опровергла — все жертвы лежали в одной позе — на животе — и значит, в момент убийства никто толком не проснулся, кроме 13-летней Эллисон, которая успела поднять голову и получить выстрел в лицо.

## Следствие
Порядок убийств приблизительно был таким: отец Дефео-старший, Луиза, Марк и Джон (мальчики спали в одной комнате, поэтому их порядок остался неизвестным), Эллисон и Дон. Отец и мать были убиты двойным выстрелом каждый и, судя по характеру пулевых ран, стреляли в них издали. У Дефео-старшего первая пуля попала в спину и вышла через грудь. Второй выстрел был направлен ему в шею и пуля застряла в позвоночнике. Первый выстрел в Луизу попал ей в грудную клетку, второй — в правое лёгкое. Марк и Джон были убиты с более близкого расстояния и, как выяснилось, Джон какое-то время был ещё жив после выстрела. Эллисон и Дон почему-то были единственными, кому выстрелили прямо в голову. У Элисон пуля вошла в левую щёку и вышла через правое ухо, у Дон же выстрел буквально снёс всю левую часть лица.
Рональд Дефео-младший в тот же вечер, 13 ноября, был взят под защиту полицией, которая решила, что его семью убил наёмный киллер-мафиози Луи Фалини (позже обнаружилось его твёрдое алиби). Тогда же на кухне своего дома он дал первые показания, согласно которым в ту ночь он не ложился спать до 2-х часов ночи, потому что смотрел телевизор. Где-то в 4 часа ночи, по его словам, он увидел у двери туалетной комнаты инвалидное кресло его брата Марка, который незадолго до этого получил физическую травму на американском футболе. Поскольку ему так и не удалось заснуть, Рональд решил отправиться на работу пораньше и ушёл, по его словам, ещё до того, как кто-то из семьи проснулся. Он подробно описал весь свой день с того момента, как ушёл из дома, упомянув, что в течение всего дня он несколько раз звонил домой, но трубку никто не брал, и закончил тем, что вечером проник домой через кухонное окно, пошёл наверх и обнаружил тела родителей. Одновременно, он рассказал, что какое-то время в их доме жил друг отца Луи Фалини, который замуровал у них в подвале множество драгоценностей. Этот рассказ мигом позволил полиции выдвинуть версию, что семью Дефео убили из-за хранения награбленного, как лишних свидетелей.
Переломный момент наступил 15 ноября, когда детектив Джон Шайрвелл приступил к детальному осмотру комнаты Рональда, в которой до этого был сделан лишь беглый осмотр. В стенном шкафу он нашёл две коробки из-под винтовки Marlin 336C калибра 35 Rem., которая, как выяснилось, и была орудием убийства. Позже Шайрвелл допросил Роберта Келски, от которого узнал о том, что Рональд был фанатом оружия. Тогда же выяснилась та история с фальсифицированным ограблением, когда Рональд присвоил себе деньги фирмы. Поняв, что в показаниях Рональда есть «белые пятна», другой детектив, Роберт Рафферти, начал нажимать на Дефео-младшего, указывая на одну существенную ошибку — в своих показаниях Рональд описал, что в 4 часа ночи он бодрствовал и даже видел, что его брат находится в туалетной комнате, однако вся семья была найдена в постелях, будучи одетыми в пижамы и нижнее бельё, что означало, что они не могли быть убиты после того, как Рональд ушёл на работу. Время их смерти было установлено как раз между 2 и 4 часами ночи.
Это заявление дало сильную трещину в показаниях Дефео, и тогда он выдвинул новую историю: в половине четвёртого ночи его разбудил Луи Фалини и приставил к его голове пистолет. Вместе с ним был ещё один человек, которого Дефео не смог толково описать. По его словам, эти двое провели его под прицелом по всему дому и у него на глазах убили всю его семью, после чего ушли, а Дефео от ужаса и отчаяния уничтожил улики, которые могли ошибочно заставить подумать, что убийства совершил он. В ответ на это Рафферти поинтересовался, почему Рональд выбросил отстрелянные гильзы, если не имел к ним никакого отношения и, судя по всему, не знал, что в качестве оружия использовалась его винтовка. Он также добавил, что со стороны Фалини логично было заставить Дефео быть не наблюдателем, а напрямую участвовать в убийстве. Наконец, последней каплей стало то, когда выяснилось, что сам Фалини имел крепкое алиби и в ту ночь вообще был за пределами штата. Только после этого Рональд Дефео, наконец, сознался, что убийца был всего один, и это он сам.
С его слов «всё началось так быстро. Как только я начал, я просто не мог остановиться. Это пошло так быстро». Дефео признался, что после убийства он вымылся, переоделся и собрал все улики, включавшие запачканную кровью одежду, саму винтовку Marlin и отстрелянные гильзы, которые отвёз в Бруклин и утопил в канализации. Затем весь день 13 ноября он провёл так, как проводил его, если бы ничего не случилось. Когда на работе стали беспокоиться отсутствием его отца, Рональд несколько раз звонил домой и изображал удивление по поводу того, почему никто не берёт трубку (хотя, причину этого он, конечно же, знал). Остаток дня после работы он провёл сначала в обществе его подруги Шерри Кляйн, его друга Роберта Келски и наркотиков со спиртными напитками. Всё это время он внушал окружающим, что его семья явно отсутствует дома, и он не может идти домой, потому что у него нет ключей. В целом его первоначальные показания о хронологии действий в этот период времени ничем не отличались от того, что удалось узнать детективам.
Семья Дефео, при содействии дедушки Рональда Рокко Дефео, была похоронена 18 ноября 1974 года в одной могиле на кладбище Сент-Чарльз в Фармингдейле на Лонг-Айленде. После смерти Рокко в 1983 году, права на участок перешли его ближайшим родственникам. Сам Рональд Дефео-младший никаких прав на могилу своей семьи не имеет и поэтому в случае его смерти он скорее всего не будет захоронен вместе с ними.

## Суд
Судебный процесс над Дефео начался 14 октября 1975 года. Он сам и его адвокат Уильям Вебер делали основную ставку на его безумие и невменяемость, утверждая, что Дефео был невменяем и убил семью в целях самообороны, потому что под воздействием наркотиков слышал в голове их голоса, которые замышляли против него некий заговор. Данный диагноз подтвердил нанятый адвокатом психиатр Дэниел Шварц. Однако, судебный психиатр Гарольд Золан заявил, что Дефео на момент преступления страдал лишь антисоциальным расстройством личности и поэтому свои действия прекрасно осознавал.
21 ноября 1975 года Дефео, несмотря на то, что в этот раз он полностью сотрудничал с полицией и даже показал им место, где избавился от улик (но ничего из них найдено так и не было), был признан виновным по шести пунктам обвинения в убийстве второй степени. 4 декабря судья Томас Старк приговорил Рональда Дефео-младшего к шести срокам по 25 лет.
На 2020 год Дефео содержался в исправительном учреждении Салливана в городе Фоллсбург в штате Нью-Йорк. Все его прошения на досрочные освобождения были отклонены. 12 марта 2021 года Дефео умер в медцентре Олбани от необнародованных причин.

## Личная жизнь Дефео
Рик Осуна в своей книге «The Night the DeFeos Died» пишет, что в 1974 году, ещё до трагедии, Дефео женился на Джеральдин Ромондо, которая выступила одним из консультантов его книги. Согласно книге, в августе того же года у пары родилась дочь. Ромондо и Дефео опровергли всё это и никаких официальных документов (сам Осуна в качестве доказательства привёл только письменное свидетельство одного из друзей Дефео), подтверждающих их брак, тоже не было найдено. Сама Ромондо на тот период была уже замужем и её реально существующая дочь была явно не от Дефео. Тем не менее, были найдены другие официальные документы, согласно которым Ромондо и Дефео были женаты с 1989 по 1993 года, но этот брак, скорее всего, считается недействительным, потому что Ромондо, опять же, была на тот момент замужем, но уже за другим человеком. Сам Дефео опроверг всю информацию относительно какого-либо брака с Ромондо, заявив, что они познакомились впервые только в 1985 году. Джеральдин Ромондо была в числе тех, кто утверждала, что Джордж и Кэти Лац, которые поселились в доме Дефео спустя год после трагедии и утверждали о различного рода мистификациях, были мошенниками.
Первой официальной и законной женой Дефео была Барбара Пюко, на которой он был женат с 1994 по 1999 годы. 28 апреля 2004 года Дефео женился на медсестре Трэйси Линн, но в будущем они тоже развелись. 27 июня 2012 года Дефео женился в третий раз на Ниссе Бёркхалтер.

## Споры
Хотя Дефео полностью признал себя виновным в убийстве, множество деталей убийства до сих пор остались и остаются непонятными. Следствие так и не смогло установить, почему ни один из членов семьи Дефео не проснулся, когда убивали другого. Согласно отчётам полиции, каждый из шестерых убитых на момент наступления смерти спал и никакому другому насилию подвержен не был. Опрос соседей показал, что в ту ночь никто на Оушен-Авеню не слышал выстрелов (только те, кто не спал в предполагаемый момент убийства, утверждали, что слышали, как лаял семейный пёс Дефео Шэгги), но в то же время полиция пришла к выводу, что винтовка, которой пользовался Дефео, не была оснащена глушителем. Вскрытие тел показало, что на момент смерти они не были одурманены или чем-то отравлены. Помимо этого, Марк Дефео имел физическую травму ноги, полученную на футболе, и поэтому, ложась в постель, не мог перевернуться на живот без посторонней помощи, однако его тело, как и у остальных, лежало на животе.
Официально было признано, что Дефео действовал один, однако криминалисты и полицейские, которые лично видели всё место трагедии, отказывались верить, что всё это — дело рук одного человека. Майкл Бриганте-старший на суде также заявил, что не верит в то, что его внук действовал в одиночку. Для этого он даже нанял бывшего полицейского детектива из Нью-Йорка Германа Рэйса, который в конечном итоге установил, что в расстреле использовались два оружия. Результаты его исследований были подтверждены во время слушания, но вину Дефео не уменьшили.
Начиная с момента заключения, Дефео несколько раз выдавал различные версии событий той ночи, но ни одна из них не имела весомых доказательств. В 1986 году, давая интервью «Newsday», он заявил, что это Дон убила их отца, после чего Луиза, обезумев от горя, убила Марка, Джона, Эллисон и саму Дон, а затем самому Рональду пришлось убить её. Причину, по которой он взял на себя всю вину, Дефео объяснил тем, что боялся гнева его деда по материнской линии Майкла Бриганте-старшего и дяди его отца Питера Дефео (последний занимал место капо в Семье Дженовезе, и Рональд опасался, что он убьёт его). Однако один из бывших чиновников графства Саффолок назвал эту версию откровенно нелепой, и поэтому она была отклонена.
Хотя все родственники подтвердили, что у Рональда были тяжёлые отношения с отцом, мотивы убийства на сегодняшний день так и не установлены. Поскольку Дефео был признан на суде вменяемым, судебное расследование предположило, что основным мотивом были страховые полисы его родителей.

### Версия Рика Осуны
30 ноября 2000 года Рональд Дефео дал небольшое интервью Рику Осуне, который в 2002 году выпустил книгу «The Night the DeFeos Died». В этом интервью, согласно Осуне, Дефео рассказал другую версию о событиях той ночи, согласно которой, вместе с ним были его сестра Дон и два его друга — Роберт Келске и Оги Деженеро. Согласно версии Осуны, день 12 ноября 1974 года состоял сплошь из препирательств с отцом, который тиранил не только старшего сына, но и всех остальных. Поздно вечером, когда все ссоры утихли, Рональд, Дон и их два друга решили «оттянуться» в подвале. Со слов Рональда, его сестра Дон тоже ненавидела отца, так как тот не позволил ей переехать к бойфренду во Флориду, и поэтому в тот вечер она, в состоянии ненависти, предложила брату убить родителей. Где-то около часа ночи 13 ноября Рональд, будучи в состоянии наркотического и алкогольного опьянения, ответил на «предложение» сестры согласием. Деженеро и Келске также согласились участвовать. Один из них встал «на стрёме», второй вооружился его Кольт Питоном, а сам Рональд — всё тем же Marlin 336C. Свет в доме они не зажигали, и единственными источниками освещения были свеча на комоде в родительской спальне, свет из ванной комнаты второго этажа и фонарик военного образца.
По словам Дефео, его отец не был убит с первого выстрела и попытался встать на ноги, из-за чего в него выстрелили вторично. Луиза тоже не умерла с первого выстрела и начала звать на помощь, из-за чего в неё тоже пришлось заново выстрелить. Убийство младших детей не входило, по словам Рональда, в их план, и поэтому Эллисон, Марка и Джона планировалось переправить к бабушке и дедушке в Бруклин. Что именно произошло, Рональд, по его словам, не знал, потому что после убийства родителей один из его друзей сбежал, и Дефео помчался за ним, чтобы заставить вернуться и уничтожить улики. Не догнав друга и вернувшись в дом, он обнаружил, что Дон убила младших детей, так как посчитала их лишними свидетелями. Рональд пришёл в ярость, и у них с сестрой завязалась драка в её спальне на третьем этаже. В процессе драки Рональд толкнул сестру на кровать, и та потеряла сознание, а он затем приставил к её голове винтовку и выстрелил. Предположение, что Эллисон, Марк и Джон не были убиты старшим братом, могло подтвердиться только тем, что, согласно газетным сообщениям, хотя Рональд только симулировал на суде своё безумие, которое толкнуло его на убийства, признать вину за убийство младших братьев и сестры он по какой-то причине отказался. А опрос знакомых семьи Дефео показал, что Рональд был очень привязан к братьям и сёстрам.
В принципе, в пользу того, что Дон Дефео была как-то замешана в этом, говорил тот факт, что эксперты обнаружили на её ночной рубашке следы пороха, что явно свидетельствовало о том, что она держала оружие. Однако эксперт по баллистике Альфред Делла Пенна опроверг эту версию, засвидетельствовав, что порох выделяется вместе с выстрелом через дуло. Следы пороха на её одежде могли появиться из-за того, что выстрел проводился в упор. При этом экспертиза не выявила на теле Дон Дефео, как и на телах остальных, следов какого-либо физического насилия. Тем не менее, спинка её кровати была подозрительно чистой, хотя там должны были быть следы крови, отчего образовалась версия, что девушка, возможно, была убита в другом месте, а затем её тело перенесли в её кровать.
Расспросить Роберта Келске относительно правдивости этой версии не удалось: 1 января 2001 года он скончался в возрасте 50 лет от опухоли. Оги Деженеро оказался вне пределов связи с Осуной, потому что ранее был взят под опеку программой защиты свидетеля, проходившей по другому преступлению.
Скептик сверхъестественного Джоуи Найкелл между тем отметил, что на момент интервью с убийства прошло уже 25 лет, и поэтому к этой новоявленной версии следует относиться осторожно. В то же время в письме радиоведущему Луи Джентайлу Дефео полностью опроверг версию Рика Осуны, заявив, что ничего такого никогда ему не говорил.

## Ужас Амитивилля
Спустя 13 месяцев после убийства и два месяца после того, как Дефео был вынесен приговор, 18 декабря 1975 года дом «Хай-Хоупз» был куплен за 80 тысяч долларов семьёй Лац. Спустя 28 дней (а именно столько дней Рональд, по его словам, слышал голоса в голове), 14 января 1976 года, они в спешке покинули дом, оставив там все свои вещи и даже не успев сделать выплаты по ипотеке в размере 60 тысяч долларов. По их словам, на протяжении всего проживания в этом доме их терроризировали различные сверхъестественные явления. Этот случай получил название «Ужас Амитивилля» в честь выпущенного в сентябре 1977 года романа Джея Энсона, в котором тот описывал историю Лацов (в России книга издавалась под названием «Эмитивилльские кошмары»). История Лацов, однако, подвергалась различной критике и обвинениям в мошенничестве. По книге в июле 1979 года был выпущен одноимённый кинофильм, который пользовался успехом, хотя события в нём немного отличались от реальных фактов. Успех фильма дал зелёный свет семи продолжениям, из которых только два были сняты для широкого экрана, ещё один — для телевидения и оставшиеся четыре вышли на видео. Ни один из них особым успехом не пользовался, так как развивал уже не реальные события, а целиком вымышленные.
Примечательно то, что Лацы были единственными, кто столкнулся в доме с чем-то необычным. После Лацов дом два года пустовал, потому что там проводили исследования парапсихологи (в их числе были знаменитые Эд и Лоррейн Уоррены), после чего 18 марта 1977 года Джим и Барбара Кромарти выкупили дом у банка за 55 тысяч долларов. Они не сталкивались ни с какими сверхъестественными явлениями, и единственным, что им досаждало, был наплыв туристов, вследствие чего Кромарти вынуждены были поменять адрес дома. Сегодня дом продолжает стоять на старом месте, но его внешний облик был заметно переделан. Нынешние владельцы дома, Дэвид и Кэролин Д’Антониоз, купили его в августе 2010 года за 950 тысяч долларов.
Жители Амитивилля относятся к данному феномену крайне негативно. На веб-сайте Исторического Общества Амитивилля даже нет упоминания о Дефео и Лацах, и никто из его членов на данный момент никогда не давал интервью на эту тему.

## В кино
- В 1979 году по книге Энсона был выпущен фильм Ужас Амитивилля, сконцентрированный на истории семьи Лац. Фамилия Дефео, как и все имена семьи, в фильме не звучит. Сам Рональд появляется только на фотографии и в качестве духа, который Джордж Лац видит, когда вскрывает секретную комнату в подвале. Его изображает младший брат Джеймса Бролина, который играет Джорджа Лаца — согласно книге, Джордж Латц начал проводить некое тождество между собой и Дефео, так как носил такие же причёску и бороду.
- Фильм «Амитивилль 2: Одержимость», выпущенный в 1982 году, являлся своего рода приквелом, так как действия в нём происходили до событий первого фильма, и поэтому история в нём целиком базировалась на семье Дефео и их внутренних конфликтах, хотя сама семья, показанная в фильме, звалась Монтелли и была целиком вымышлена. Прообраз Дефео Сонни Монтелли сыграл Джек Мэгнер.
- В 2005 году вышел фильм ремейк фильма 1979 года. В роли Дефео — Брендан Дональдсон.
- В 2018 году вышел фильм «Убийства в Амитивилле», рассказывающий о семье Дефео и событиях, предшествующих той ночи. Фильм аналогично ставит акцент на том, что Рональд Дефео (сыграл Джон Робинсон) находился под влиянием сверхъестественных сил, являющихся составляющей частью дома.